# Natallja Wjatkina
Natallja Aljaxandrowna Wjatkina (belarussisch Наталля Аляксандраўна Вяткіна; * 10. Februar 1987 in Horki, Weißrussische Sozialistische Sowjetrepublik, UdSSR) ist eine belarussische Leichtathletin.

## Sportliche Laufbahn
Wjatkina wurde 2006 Belarussische Juniorenmeisterin im Dreisprung. Im selben Jahr belegte sie bei den Leichtathletik-Juniorenweltmeisterschaften in Peking den siebten Platz. Nachdem sie sich bei den Halleneuropameisterschaften 2009 in Turin nicht für das Finale qualifizieren konnte, belegte sie bei den U23-Europameisterschaften in Kaunas den siebten Platz. 2010 wurde sie bei den Europameisterschaften in Barcelona Neunte und bei den Weltstudentenspielen 2011 in Shenzhen Sechste. 2013 qualifizierte sie sich für die Weltmeisterschaften in Moskau, konnte dort aber nicht das Finale erreichen, wie auch bei den Europameisterschaften 2014 in Zürich. 2015 belegte sie im Finale der Halleneuropameisterschaften den siebten Platz. 2016 qualifizierte sie sich erneut für die Europameisterschaften in Amsterdam, schied aber erneut in der Qualifikationsrunde aus. Zudem qualifizierte sie sich für die Olympischen Spiele in Rio de Janeiro, bei denen sie aber in der Qualifikation ausschied.

## Persönliche Bestleistungen
- Weitsprung: 6,23 m, am 14. Mai 2011 in Brest
- Dreisprung: 14,40 m, am 30. Mai 2013 in Brest
  - Halle: 14,21 m, am 7. März 2015 in Prag